# Сисплатина
Сисплати́на (порт. Cisplatina) — провинция Соединённого королевства Португалии, Бразилии и Алгарве, а впоследствии — Бразильской империи, существовавшая в 1821—1828 годах. Название означает «по эту сторону Ла-Платы».

## Предыстория
Тордесильясский договор предоставил Португалии право на территории в Южной Америке. Так как на местности трудно было определить, где именно проходит определённая договором линия разграничения между португальскими и испанскими владениями, то португальцы селились и западнее отведённой им договором зоны, что в итоге привело к спорам с Испанией относительно ряда территорий. Одной из таких зон стал район между рекой Уругвай и Атлантическим океаном (т. н. «Восточная полоса»), где португальцами в 1680 году была основана Колония-дель-Сакраменто. Для защиты своих владений в этом регионе Испанией в 1751 году было учреждено губернаторство Монтевидео, а в 1777 году был подписан договор в Сан-Ильдефонсо, согласно которому Восточная полоса закреплялась за Испанией.
В 1801 году по условиям Бадахосского договора Португалия получила Восточные миссии. Бегство в 1807 году португальской королевской семьи в Бразилию во время Наполеоновских войн подстегнуло португальский экспансионизм в направлении Ла-Платы. Когда в 1810 году Наполеон вынудил испанскую королевскую семью отречься от престола, у португальцев родился амбициозный план: вместо того, чтобы претендовать только на Восточную полосу, они предложили вице-королевству Рио-де-ла-Плата признать своим монархом испанскую инфанту Карлоту, которая была замужем за наследником португальского престола Жуаном. Однако этот план провалился.
Майская революция 1810 года привела к отстранению от власти испанского вице-короля Рио-де-ла-Платы, вице-королевство было преобразовано в Соединённые провинции Рио-де-ла-Платы. Пришедший к власти в октябре 1812 года Второй триумвират созвал в январе 1813 года «Ассамблею 13-го года», которая должна была провозгласить независимость от Испании и определить государственное устройство новой страны. Представители Восточной полосы, лидером которых был Хосе Хервасио Артигас, потребовали выделения Восточной полосы в отдельную провинцию. 7 марта 1814 года Верховный директор Соединённых провинций Хервасио Антонио де Посадас, законодательно оформляя фактически существующее положение, издал декрет о создании Восточной провинции. 29 июня 1815 года на Восточном конгрессе в Консепсьон-дель-Уругвай была образована Федеральная Лига, объявившая своей целью превращение Соединённых Провинций Рио-де-ла-Платы в конфедеративную республику по образу Соединённых Штатов Америки.
Федеральная Лига набирала силу. Опасаясь распространения республиканских идей, португальцы, воспользовавшись тем, что Лига была занята борьбой с центральным правительством, осуществили в 1816 году вторжение в Восточную провинцию и 20 января 1817 года заняли Монтевидео. Три года ушло на подавление сопротивления, и в июле 1821 года Сисплатинский конгресс провозгласил присоединение территории к Португалии как провинции Сисплатина.

## В составе Бразилии
На востоке границей новой провинции стал Атлантический океан, на юге — Ла-Плата, на западе — река Уругвай. Северной границей провинции стала река Куараи, в результате чего северная часть Восточной полосы стала частью бразильского штата Риу-Гранди-ду-Сул.
В 1822 году оставленный в Бразилии в качестве наместника наследник португальского престола провозгласил независимость Бразилии. 15 сентября 1823 года аргентинский посол передал бразильскому правителю меморандум, в котором говорилось, что Аргентина никогда не признавала аннексии Восточной провинции. В ответ было заявлено, что эта территория вошла в состав Бразилии по воле её населения, и что Бразилия готова защищать свои границы военным путём.

## Аргентино-бразильская война
19 апреля 1825 года группа бывших партизан Восточной провинции (известная как Тридцать три Ориенталес) во главе с Хуаном Антонио Лавальехой, получив поддержку ряда богатых аргентинцев, высадилась в Сисплатине. 14 июня они образовали во Флориде временное правительство провинции, 25 августа Флоридский конгресс провозгласил отделение Восточной провинции от Бразилии. 24 октября 1825 года Соединённые провинции Южной Америки признали вхождение Восточной провинции в свой состав. В ответ правительство Бразилии объявило войну Соединённым Провинциям.

## Образование независимого Уругвая
К 1828 году аргентинские силы под командованием Фруктуосо Риверы контролировали значительную территорию провинции, а значительные военные расходы и давление Британии не давали Бразилии возможности продолжать войну, в результате чего Бразилия была вынуждена начать мирные переговоры. В 1828 году была подписана предварительная мирная Конвенция, в соответствии с которой Сисплатина не отходила Соединённым провинциям, а провозглашалась независимым государством Уругвай.